# Aspós
Aspós és un paratge del terme municipal de Conca de Dalt, a l'antic terme de Toralla i Serradell, al Pallars Jussà, en territori que havia estat del poble de Torallola, al límit amb l'ambit del de Rivert.
Està situat al nord-oest de Torallola, al nord-est de la falca del terme de Salàs de Pallars entremig del territori de Conca de Dalt. És a l'esquerra del barranc de Vilanova, a llevant de Fornot i al sud-est de Gavatx.